# Joan Pere Fontanella

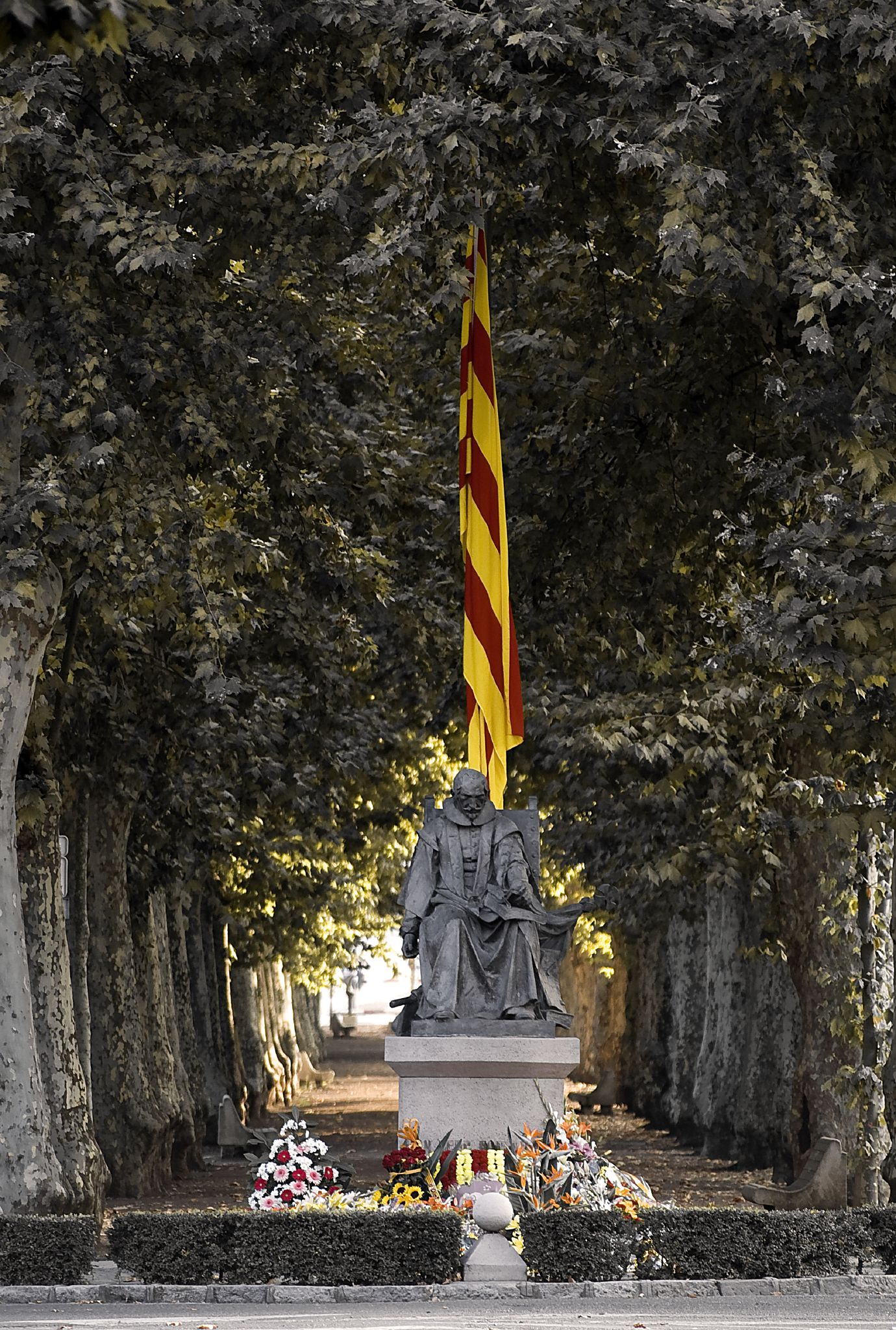
Monumento a Joan Pere Fontanella en Olot.

Joan Pere Fontanella (Olot, 22 de julio de 1575- Perpiñán, diciembre de 1649) fue un jurisconsulto y político español de prestigio internacional que vivió entre los siglos XVI y XVII. Llegó a ser nombrado Conseller en cap durante la Guerra de los Segadores y a presidir la Junta de Guerra que organizó la resistencia de Barcelona contra el asedio del marqués de Los Vélez, en enero de 1641. Una calle de Barcelona, que marca el límite entre los distritos de la Ciutat Vella y el Ensanche, lleva el nombre de Fontanella en su honor.

## Biografía
Estudió en Barcelona, donde se estableció y adquirió prestigio de jurisconsulto. Actuó a menudo como asesor jurídico de la Generalidad y del Consejo de Ciento, y tuvo un papel destacado en la crisis de relaciones entre Cataluña y la Corona, que acabó con la Guerra de los Segadores de 1640. En 1634 destacó en la oposición contra el nuevo impuesto de los quintos (impuesto real que equivalía a la quinta parte de los ingresos municipales), y en 1640 fue elegido Conseller en Cap del Consejo de Ciento de Barcelona y, como tal, intervino junto con Pau Claris en las conversaciones con el gobierno francés que culminaron con la proclamación de la República Catalana el 17 de enero de 1641. Formó parte de la Junta de Guerra que preparó la batalla de Montjuic para defenderse del ejército castellano. Al final de su mandato se fue retirando progresivamente de la vida política y en 1649 abandonó Barcelona por temor al asedio y consiguientes represalias a finales de la guerra. El Consejo del Ciento lo declaró entonces traidor y lo desinsaculó, cosa que le ocasionó un gran disgusto y quizás precipitó su muerte este mismo año, en Perpiñán. Desde 1877 su retrato figura en la Galería de Catalanes Ilustres del Ayuntamiento de Barcelona.
En cuanto a su obra, fue una síntesis de aspectos propios del derecho común con las particularidades inherentes al derecho catalán. En 1612 publicó De pactis nuptialibus, sive capitulis matrimonialibus tractatus, libro que posteriormente se reeditó en Ginebra, Venecia y Lyon, y que demuestra que gozaba de prestigio internacional, siendo considerado, en causas catalanas, autoridad jurídica y fuente de interpretación del derecho. En 1639 publicó una compilación de jurisprudencia en el libro Sacri Senatus Cathaloniae Decisiones, que también se reeditó en Venecia, Barcelona y Ginebra. Siendo el latín la lengua culta en la Europa del siglo XVII, muchas veces su nombre se encuentra escrito de este modo: Ioannis Petri Fontanellae.

## Descendencia
- Josep Fontanella - asesor de la embajada de Francia a la Conferencia de Muñiste, de 1643 a 1645;[4] conde de Peralada y vizconde de Canet, títulos otorgados por el rey de Francia en 1653.[5]
- Francesc Fontanella i Garraver - escritor, poeta, y cabildeador en París en la órbita del primer ministro cardenal Mazarino, del ministro de Hacienda Abel Servien y a las órdenes de Luis XIV.[6]